# Guster
Guster est un groupe américain de Boston. Il est composé de Ryan Miller (guitare, basse, piano et chant), Adam Gardner (guitare, basse, banjo et chant) et Brian Rosenworcel (batterie et percussions). Joe Pisapia (guitare, basse, piano et chant) les a rejoints en 2003.

## Discographie

### Albums studio
- 1994 : Parachute
- 1997 : Goldfly
- 1999 : Lost and Gone Forever
- 2003 : Keep It Together (#38 US)
- 2006 : Ganging Up on the Sun (#25 US)
- 2010 : Easy Wonderful
- 2011 : On The Ocean
- 2015 : Evermotion
- 2019 : Look Alive
- 2024 : Ooh La La

### Albums live
- 2003 : Live in Knoxville 9/4/03
- 2003 : Live in Allston, Ma - 11/2/03
- 2003 : Live in Sayreville, NJ - 12/13/03
- 2004 : Live in Lexington, KY 3/2/04
- 2004 : Live 6/17/04 Myrtle Beach
- 2004 : Recorded Live in Birmingham, Alabama - March 3rd, 2004
- 2004 : Guster on Ice